# Rhinanthus patulus
Rhinanthus patulus là loài thực vật có hoa thuộc họ Cỏ chổi. Loài này được Thell. & Schinz miêu tả khoa học đầu tiên.